# 沙剌班
沙剌班（?—?），元朝大臣，字惟中、一字敬臣、号山斋，畏兀儿人，元惠宗时中书平章政事。六世祖哈剌亦哈赤北鲁，祖父阿的迷失帖木儿，父亲大司徒阿邻帖木儿。
沙剌班能诗文兼工大字，精通畏兀儿文和蒙古文。元文宗天历二年（1329年），担任太府太监。沙剌班是元惠宗之师。元惠宗即位，礼遇优渥，沙剌班侍奉宫中，在便殿之侧住下。历任翰林学士、翰林承旨、奎章阁大学士。沙剌班患头痛，惠宗亲为他敷佛手膏。太师伯颜专权，有人请赐以薛禅为号。薛禅为元世祖汗号，人臣不敢用。御史大夫帖木儿不花是伯颜心腹，于是怂恿执政应允。沙剌班对皇帝说：“此事关系甚重，不可曲从。”惠宗命学士欧阳玄、监丞揭傒斯会议，用“元德上辅”四字取代。 至元六年（1340年），担任中书平章政事，加大司徒，宣政院使。为《金史》纂修官之一。至正十五年（1355年），出任四川等处行中书省左丞。当时南方红巾军倪文俊攻下武昌、汉阳，他和知枢密院事答儿麻监藏等人率领兵马屯守中兴路（今湖北省荆州市），招抚镇压都没有奏效。沙剌班死后追封北庭王，谥号文定。沙刺班按照惠宗之意，支持册立奇皇后，时论轻视他。去世后，追封北庭王，谥文定。其子世杰班。

## 延伸阅读
[在维基数据编辑]
 《新元史/卷136》，出自柯劭忞《新元史》